# José White

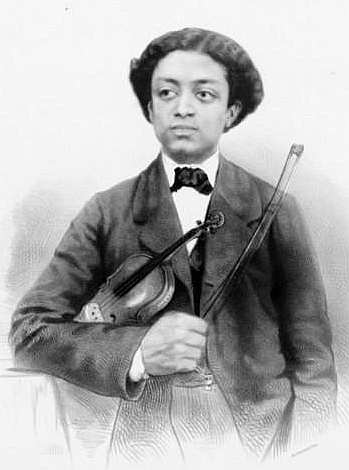
José White en 1856, a los veinte años de edad, al recibir el Primer Premio de Violín en el Conservatorio de París.

José Silvestre de los Dolores White Lafitte, más conocido como José White (Matanzas, 1 de enero de 1836 - París, 15 de marzo de 1918) fue un violinista y compositor afrocubano.

## Biografía
José White era hijo de Carlos White Lafitte, un comerciante francés, y de María Escolástica, una mujer afrocubana exesclava liberta.
Según el diario que llevaba su padre, nació después de las 12 de la noche del 31 de diciembre de 1835.
Fue bautizado el 17 de enero de 1836 (esta aparece generalmente como su fecha de nacimiento en varias biografías).
Cuando tenía algo más de cuatro años de edad, José manifestó mucha afinidad hacia el violín que tocaba su padre como aficionado.
Según el diario de su padre, el 1 de diciembre de 1840 (cuando José todavía no había cumplido los cinco años) comenzó a enseñarle a tocar básicamente el instrumento. Al cabo de tres años, a fines de 1843, su padre lo puso como alumno de un violinista negro, José Miguel Román. Sin embargo, al año siguiente (1843), Román fue asesinado en el marco de la falsa Conspiración de la Escalera, en que varios cientos de influyentes afrocubanos ―como
Plácido (el poeta Gabriel de la Concepción Valdés),
Andrés José Dodge (dentista),
Santiago Pimienta (hacendado e ingeniero agrónomo),
José M. Román (violinista) y
Jorge López (pintor y teniente de milicias)― fueron ejecutados por las autoridades españolas.
Ese año José White empezó a estudiar con Pedro Lecerf. Con el paso de los años, su padre le compró varios instrumentos,
y pronto José aprendió a tocarlos a todos.
En marzo de 1854 hizo su primer concierto público en Matanzas, acompañado por el pianista y compositor estadounidense Louis Moreau Gottschalk (1829-1869), quien lo incitó a completar sus estudios del instrumento en Francia. El concierto fue para recaudar dinero para poder enviar el joven White al otro lado del Atlántico.
El año siguiente (1855) empezó a estudiar en el Conservatorio de París y fue apreciado por Gioachino Rossini. Estudió violín con uno de los más prestigiosos violinistas franceses, Jean-Delphin Alard, composición con Henri Reber y contrapunto y fuga con Ferdinand Taite. El 29 de julio de 1856, tras solo un año de estudio, consiguió el primer premio del Conservatorio de París.
Entre 1857 y 1858, José White fue el primer violín de un cuarteto de cuerda, en París. En 1858 tuvo que regresar a Cuba debido a una enfermedad de su padre. En Matanzas siguió tocando con Gottschalk.
Entre 1861 a 1874 vivió de nuevo en París. Trabajó con éxito como solista y músico de cámara. En 1865 fue nombrado miembro de la Sociedad de Conciertos del Conservatorio de París. Entre sus alumnos de violín se incluyen, entre otros, George Enescu y Jacques Thibaud.
A principios de 1870 llevó a cabo una gira de conciertos por Europa. Después recorrió América del Norte y del Sur. A lo largo de 1874 realizó una gira por México. Entre 1875 y 1877 actuó en Nueva York, Boston, Washington y Filadelfia (Estados Unidos). 
En 1877 ―con 41 años de edad― viajó a Brasil, donde ocupó el cargo de director del Conservatorio Imperial de Río de Janeiro. Trabajó también como músico (concertino, o primer violín) de la corte del emperador Pedro II.
En 1883 fundó con Arthur Napoleão la Sociedad de Conciertos Clásicos, en Río de Janeiro. Desde 1889 vivió de nuevo como violinista, profesor y compositor en París, donde pasó el resto de su vida.
Tocaba con el famoso Stradivarius «Canto del Cisne» (de 1737).
Como compositor, White estaba bajo la influencia de músicos europeos como Henryk Wieniawski y Henri Vieuxtemps. Compuso, entre otras cosas, * un virtuosístico Concierto de violín (que fue grabado a mediados del siglo XX por la empresa discográfica Columbia),
- Cuarteto de cuerda
- Bolero para violín y orquesta
- Variaciones para clavecín y orquesta
- varias obras para violín y piano
- La bella cubana (habanera), su obra más famosa.

José White falleció en París el 15 de marzo de 1918, a los 82 años.

## Radionovela
En septiembre de 2014, la emisora cubana CMBF Radio Musical Nacional
comenzó a transmitir la radionovela El alma al fuego, basada en la vida del eminente músico, basada en el libro José White y su tiempo de Sabine Faivre d'Arcier. La serie de 35 capítulos ha sido producida por Radio Arte, con guion de Pedro Luis Rodríguez, dirección de Héctor Pérez Ramírez, y actuaciones de
Antonio Arroyo (como José White),
Isahily Merino (como Sofía, la esposa del músico),
Marta García (como María Laffite de White, madre del músico),
Luis Ángel Lin (como Delfín Alard) y
Lázaro León (como Claude Taffanel), entre otros.